# Tunnel de Glion
Le tunnel de Glion est un tunnel autoroutier à deux tubes parcourue par l'autoroute A9 et situé dans le canton de Vaud en Suisse.
Le tunnel traverse un versant de montagne sur lequel est situé Glion, village de la commune de Montreux. Mis en service en novembre 1970, il a une longueur de 1 350 mètres et une largeur de 9 mètres pour 7,5 mètres de haut. L'accès aux entrées se fait par le viaduc de Chillon au sud et le viaduc de la Baye de Montreux au nord. Entre 1970 et 2000, le trafic dans le tunnel est passé de 8 800 véhicules à 44 000 véhicules par jour. La sécurité du tunnel a été certifiée comme étant « très bonne » par l'European Tunnel Assessment Programme (EuroTAP).

## Historique

### Rénovations
Dans les années 2000, les tunnels de Glion, qui ont été mis en service en novembre 1970, ont été rénovés. Depuis les années 1970, le trafic a plus que quintuplé pour atteindre plus de 44 000 véhicules par jour. Pour adapter les tunnels aux standards de sécurité, il a fallu deux périodes de sept mois de fermeture d'un tube et de trafic bidirectionnel dans l'autre en 2004 et 2005. Du 15 avril à fin novembre 2004, la galerie sud (côté lac Léman) fut rénovée pour se mettre en conformité avec l'augmentation du trafic et les normes de sécurité issues du projet « Tunnel Task Force » dont le rapport fut publié le 23 mai 2000 par l'OFROU. Ces normes obéissent à trois priorités : la signalisation (le guidage optique et lumineux), la ventilation et les chemins de fuite.
Le trafic fut dérivé vers l'autre galerie entraînant d'importantes perturbations sur le tronçon entre Vevey et Aigle. Le choix de la période fut motivé par les impératifs touristiques, en particulier les vacances d'hiver qui attirent beaucoup de touristes dans le canton du Valais. L'année suivante en 2005, à la même période, la galerie Nord fut refaite avec à nouveau des bouchons sur le tronçon concerné, avec des temps d'attente pouvant aller jusqu'à 90 minutes.
En raison de la topographie des lieux, l'A9 et la H9 (qui traverse la ville de Montreux) sont les seuls passages routier à l'est du lac Léman pour rejoindre le Chablais vaudois et le Valais depuis le nord du bassin lémanique. En conséquence le lancement des travaux fut l'objet d'une polémique à propos des répercussions sur l'économie du Valais. Un projet pour percer une troisième galerie fut même envisagé mais rapidement abandonné. Le budget des travaux était de 115 millions de francs suisses dont 86 % provenant de la Confédération, le reste étant financé par le canton de Vaud.
Pendant les travaux, les cantons concernés mirent en place des itinéraires alternatifs, autres que la solution d'emprunter la H9 parallèle à l'A9. On proposa notamment, au trafic en provenance de Berne, de quitter l'A12 à la hauteur de Bulle, d'emprunter la H190 et de parcourir le col des Mosses par la H11, en direction d'Aigle dans le Chablais. Le trafic pour Genève en provenance du Chablais et du Valais (et vice-versa) pouvait emprunter la route côtière française du lac Léman (H21 et RD1005), via Évian-les-Bains.